# Martin Řehák
Martin Řehák  (né le 20 août 1933 à Hrubá Vrbka et mort le 25 mars 2010) est un athlète tchèque, spécialiste du triple saut. 

## Biographie
Il remporte la médaille de bronze du triple saut lors des championnats d'Europe de 1954, à Berne, devancé par le Soviétique Leonid Shcherbakov et le Suédois Roger Norman.
Il se classe cinquième des Jeux olympiques de 1956.

### Palmarès
| Date | Compétition           | Lieu      | Résultat | Épreuve     | Performance |
| ---- | --------------------- | --------- | -------- | ----------- | ----------- |
| 1954 | Championnats d'Europe | Berne     | 3e       | Triple saut | 15,10 m     |
| 1956 | Jeux olympiques       | Melbourne | 5e       | Triple saut | 15,85 m     |

### Records
| Épreuve     | Performance | Lieu | Date |
| ----------- | ----------- | ---- | ---- |
| Triple saut | 15,85 m     |      | 1956 |